# Историческа хидравлична система Шущар
Историческата хидравлична система на Шущар е сложна напоителна система от епохата на Сасанидите на островния град Шущар, разположена в провинция Хузестан, Иран.
Тя е регистрирана в Списъка на световното културно и природно наследство на ЮНЕСКО през 2009 г. Банд-е Кайсар (бентът на Цезар), който е около 500 м. дълъг римски бент над река Карун, е ключовата структура на комплекса, който заедно с Банд-е Мизан задържа и отклонява речната вода в напоителните канали в зоната.
Построен от римски работници през 3 век по нареждане на Сасанидската династия, той е най-източният римски мост и римски бент и първата структура в Иран, която комбинира мост и бент.
Историческата хидравлична система Шущар се счита за шедьовър на инженерството в световен мащаб, като се има предвид периода, през който е построена. Тя доказва иранското напреднало познание във водните инженерни науки в миналото.
Инфраструктурата в Шущар включва водни мелници, бентове, тунели и канали. Бентът Гяргяр е бил построен върху водните мелници и водопадите. Болайти канал се намира от източната страна на водните мелници и водопадите и се използва за захранване на мелниците с вода, както и за нейното отвеждане в реката.
Твърди се, че части от напоителната система, датират от времето на Дарий Велики, ахеменидския цар на Иран. От части тя се състои от чифт палеозойски отклоняващи канали в река Карун, единият от които се използва и до днес. Той доставя вода до град Шущар чрез път от подземни водни тунели. Районът включва замакът Саласел, който е оста за работа на хидравличната система. Също така се състои от кула за измерване нивото на водата, заедно с мостове, бентове, мелници и басейни.
След това навлиза в равнината, на юг от града, където неговото влияние дава възможност за отглеждане на овощни градини в района. Всъщност цялата област между двата отклоняващи се канала Гяргяр и Шутайт, на река Карун се нарича Мианаб – остров с град Шущар в северната му част.
Мястото се счита за „шедьовър на творческия гений“ според ЮНЕСКО.